# NGC 5516
NGC 5516 (другие обозначения — ESO 221-34, AM 1412-475, PGC 50960) — галактика в созвездии Центавр.
Этот объект входит в число перечисленных в оригинальной редакции «Нового общего каталога».